# Chaetophora spinosa
Chaetophora spinosa là một loài bọ cánh cứng trong họ Byrrhidae. Loài này được Rossi miêu tả khoa học năm 1794.

## Hình ảnh

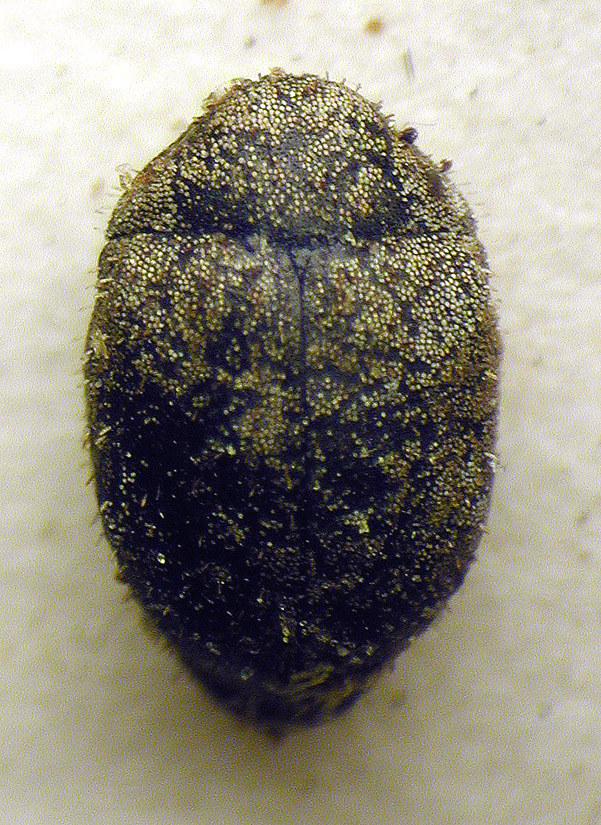